# Euchirograpsus timorensis
Euchirograpsus timorensis is een krabbensoort uit de familie van de Plagusiidae. De wetenschappelijke naam van de soort is voor het eerst geldig gepubliceerd in 1975 door Türkay.